# José Luis Martín Vigil
José Luis Martín Vigil (Oviedo, 28 octobre 1919 - Alcobendas, 20 février 2011) est un prêtre et écrivain espagnol. Il appartient à la Compagnie de Jésus de 1948 à 1958, date à laquelle il en est renvoyé. Il continue à exercer son sacerdoce jusqu'à la fin des années 1960,.

## Biographie
Fils de Natalio Martín, il étudia à Oviedo jusqu'au bachillerato chez les jésuites avant d'aller à Madrid pour étudier à la Escuela Técnica Superior de Ingenieros Navales (es).
La guerre civile espagnole le surprit lors de ses vacances estivales en Asturies, et il s'engaga dans l'armée nationaliste, participant au combat sur le front de l'Èbre et à la bataille de Madrid.
À la fin de la guerre, il reprit ses études d'ingénieur et suivit des cours de philosophie ainsi que de théologie à l'Université pontificale de Comillas. En 1948, il entra dans la Compagnie de Jésus et cinq ans après fut ordonné prêtre dans cette même congrégation. Il devint alors aumônier.
En 1955 il publia son premier livre au Mexique, La vida sale al encuentro, qui remporta un succès dans son pays natal. Par la suite il publie plus de quatre-vingts romans, traduits dans plusieurs langues. Il est un des grands auteurs espagnols pour adolescents durant les années 1960 et 1970.
Il est exclu des Jésuites, en 1958, alors qu'il est l'objet de plusieurs plaintes pour ses comportements déplacés avec des adolescents.
En 1965 il publia L'homme déchiré, en plein Vatican II.

## Allégations d'agressions sexuelles
Plusieurs victimes alléguées d'agressions sexuelles de sa part se sont fait connaitre. Celles-ci le contactent après avoir lu un de ses livres où se trouve, à la dernière page, son adresse, rue Velázquez à Madrid.

## Accueil critique
Les ouvrages de José Luis Martín Vigil sont publiés pendant la dictature du régime franquiste marquée par une idéologie conservatrice et nationale-catholique. Ils évoquent des thèmes recherchés par les adolescents « la drogue, la sexualité, la condition ouvrière, les bidonvilles… ». Son œuvre était principalement constituée d’œuvres de littérature de jeunesse bien qu'il s’aventurât dans d'autres genres tels que la religion et l'érotisme.
Mais pour le journaliste de Libération François-Xavier Gomez, cette apparente audace est le prétexte pour mettre en avant un ordre moral réactionnaire.